# モンカダ兵営
座標: 北緯20度01分35秒 西経75度49分09秒 / 北緯20.0263888889度 西経75.8191666667度
モンカダ兵営（モンカダへいえい、スペイン語: Cuartel Moncada、英語: Moncada Barracks）は、サンティアーゴ・デ・クーバに位置する兵舎。名前は第二次キューバ独立戦争の英雄・ギジェルモ・モンカダ (Guillermo Moncada) に因む。
1953年7月26日、フィデル・カストロ率いる小隊により襲撃、キューバ革命の契機となる。カストロは1959年にバティスタ政権を転覆させた運動組織を 7月26日運動（Movimiento 26 de Julio〈M-26-J〉）と名付けた。

## 襲撃まで
1952年、フルヘンシオ・バティスタの第2回目クーデター。カストロはクレー射撃の練習を装い、反バティスタの軍隊（約1,200名）をハバナ大学で訓練。
1953年7月26日の攻撃前夜、シボネ (Siboney) に集結、襲撃運動の目標（兵舎の武器確保、軍通信機器の利用による情報の撹乱）が伝達される 。同時に武器が市街各所に分散され、エドゥアルド・チバスのバティスタ政権打倒を市民に促すスピーチがサンティアゴのラジオ局から放送。
1953年7月26日 午前4時45分 、行動開始。攻撃日時は7月25日のサンティアゴの祭りの翌日として選ばれる。

## 襲撃
午前6時、フィデル・カストロと、弟ラウル・カストロは120名の集団で、アントニオ・マセオ・グラハレス (Antonio Maceo Grajales) 連隊本部を襲撃 。
- 襲撃目標[7]：
  - 第1グループ: 兵舎に隣接する市民病院、複数の自動車を使用。
  - 第2グループ: Audiencia Building (Palacio de Justicia)
  - 第3グループ: 兵舎、カストロが率いる。

## 事後

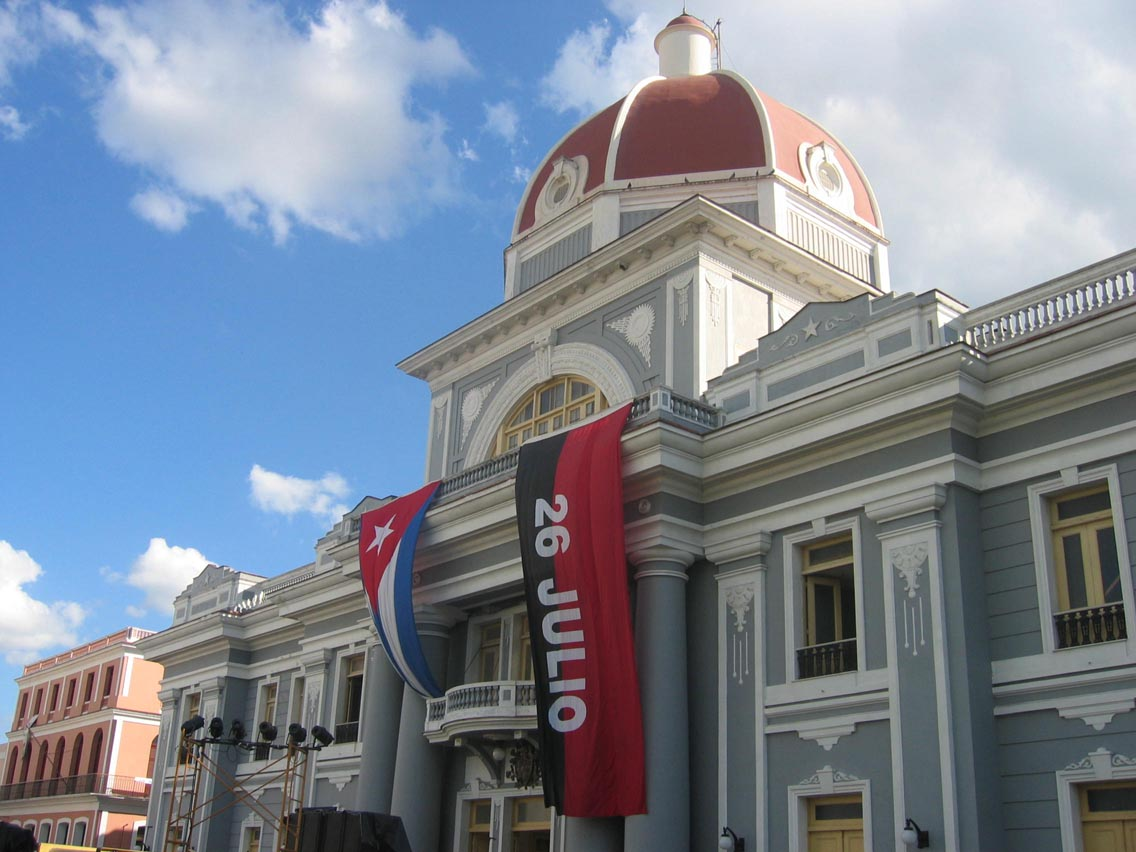
襲撃を記念する旗（シエンフエーゴス）

- 弁護士であるカストロは裁判で自己弁護を行い、このときの弁護は『歴史は私を無罪とする』として獄中で記され、7月26日の襲撃メンバーである Haydée Santamaria を通じて出版[9]、後に「7月26日運動」の政治要綱となる。カストロは死刑判決を受けるが、カトリック神父の要望によりバティスタはピノス島（Isla de Pinos、現在のIsla de la Juventud〈青年の島〉）での15年間の服役に変更。

- 1955年、服役囚の母親たちによる、カストロと自らの息子たちの解放を求める運動は政治家、文筆家などの知識層に広がり、政治犯の自由を求める運動へ発展。キューバ議会は政治犯へ恩赦を与える法を可決、バティスタの承認により服役していた反乱軍は解放。

## 参照
1. ↑  Ramonet, Ignacio, ibid, pp. 112-113
2. ↑  Ramonet, Ignacio, Fidel Castro: My Life. Penguin Books: 2007, pp. 106-107
3. ↑  Ramonet, Ignacio, ibid, pp. 166-67
4. ↑  Ramonet, Ignacio, ibid, pp. 123
5. ↑  Ramonet, Ignacio, ibid, p. 168
6. ↑  Ramonet, Ignacio, ibid, pp. 125
7. 1 2  Ramonet, Ignacio, ibid, p. 124
8. ↑  Raffy, Serge. 2004 Castro el Desleal. Santillana Ediciones Generales, S.L. Madrid. ISBN 84-03-09508-2
9. ↑   Miller, Francesca. Latin American Women and the Search for Social Justice. Hanover: University Press of New England, 1991.